# Round table (think tank)
Pour les articles homonymes, voir Table ronde (homonymie).
Le Round Table, connue aussi en anglais sous le nom de Rhodes-Milner Round Table Groups a été fondée en septembre 1909 au cours d'une conférence chez Lord Anglesey à Plas Newydd au pays de Galles. Il est alors un des groupes d'études et de pression  qui se préoccupent du futur  de l'empire britannique. Plus tard, il devient un think tank toujours actif de nos jours.

## Origines
Il naît  autour d'un groupe de jeunes administrateurs qui ont servi Alfred Milner quand il a été gouverneur d'Afrique du Sud. En effet à ce moment Milner est très pessimiste sur le devenir de l'empire. La montée de la puissance économique et militaire du Japon, de l'Allemagne et des États-Unis mettent à nu les faiblesses du Royaume-Uni et de ses dépendances :  très grandes étendues des territoires à défendre, une économie qui n'est plus dominante, des dominions  (nations relativement indépendantes de l'Empire comme le Canada, l'Australie, etc.)  plus d'autonomie. Dans ces conditions, il devient nécessaire de penser le futur du Royaume-Uni et des nations et territoires qui lui sont liés. Pour Deborah Lavin, ce qui fait l'originalité du Round Table « c'est d'avoir développé le sens d'obligations mutuelles de la Moot  (nom donné aux proches de Milner) en une idéologie d'une infinité d'obligations supposées être ressenties par les citoyens de l'empire ». Le Round Table associe alors des hommes d'affaires des membres de l'aristocratie et des jeunes qui semblent prometteurs comme Lionel Curtis, Philip Kerr et d'autres. Mais leurs idées d'un Commonwealth comme « une union organique de la Grande-Bretagne et des dominions qui pourrait garantir et soutenir la défense et les fonctions tutélaires du vieil empire tout en étant au niveau mondial une nouvelle force de paix »  est rejeté  à la conférence impériale de 1921.
La notion de Commonwealth comme union organique restera celle de  Lionel Curtis pas celle du Round Table.

## Influence
Pour le professeur John Kendle de manière générale l'influence collective et la cohésion du Round Table est généralement exagérée. Si le Round Table a eu quelque influence sur le débat public, très peu de ses membres ont été réellement influents à l'exception pour Deborah Lavin de Lionel Curtis dont le réseau s'étendait bien au-delà.

## Société vue par une certaine droite française
À l'université d'Oxford en 1909, un groupe de disciples du philosophe John Ruskin, rêvant d'une fusion du capitalisme et du socialisme dans un mondialisme anglophone fonde la Table Ronde. Soutenue par des dynasties financières ralliés à l'idéal sioniste et ennemies du tsarisme russe (dont celle des Rothschild), la Table ronde se développe grâce au colonel House, conseiller du président Wilson et homme de main d'un groupe de financiers new-yorkais et londoniens. Parmi les premiers membres citons Lord Balfour, Cecil Rhodes et Lord Nathan Mayer Rothschild. La Table ronde sera financée par la Banque Lazard, la J.P. Morgan & Co. ainsi que par la famille Astor, propriétaire du Times.